# 津高宏行
津高 宏行（つだか ひろゆき、1983年10月18日 - ）は、日本の元ラグビー選手。静岡翔洋高校ラグビー部監督。

## プロフィール
- 兵庫県出身[1]。
- ポジションはウイング(WTB FB)。
- 身長 171cm、体重 80kg
- ニックネームはスティーボ。

## 略歴
小学1年生からラグビーを始めた。
2002年、啓光学園高校卒業後、日本体育大学に入る。
2006年、日本体育大学卒業後、ヤマハ発動機ジュビロに加入
2013年、ヤマハ発動機ジュビロを退団した。
2020年、東海大静岡翔洋高ラグビー部監督就任